# Монастырь Бейхартинг
Монастырь Бейхартинг (нем. Kloster Beyharting) — бывший августинский монастырь, располагавшийся в одноимённом районе баварской коммуны Тунтенхаузен (Верхняя Бавария) и относившееся к архиепархии Мюнхена и Фрайзинга; обитель регулярных каноников была основана около 1130 года и распущена в ходе секуляризации в Баварии — в 1803 году. Бывшая монастырская церковь стала приходской, а в 1920-х годах сами здания монастыря служили домом для престарелых; с 1997 года монастырские постройки принадлежат местной католической общине — их многолетний ремонт завершился в 2005.

## История и описание
Монастырь, посвященный Иоанну Крестителю, был основан около 1130 года Джудит — вдовой Тагео (Тагено) Пихартингена — совместно с её братом Мегингозом. Первая церковь при монастыре была освящена в 1130 году епископом Романом фон Гурком — по указанию архиепископа Зальцбургского Конрада. Уже в XIII веке в обители существовала школа и обширная библиотека, разрушенная в XIX веке. Около 1420 года состоялась перестройка в готическом стиле как монастырской церкви, так и всего комплекса зданий; при пробсте Иоганне II Заальдорфе (1451—1458) церковный хор был перестроен. С 1441 года началось паломничество к Мадонне Тунтенхаузен, которое приносило заметный доход монастырю — постепенно организация паломничество стала основной деятельностью каноников.
Монастырь был украшен «впечатляющими» фресками около 1569 года; в период с 1627 по 1630 год паломническая церковь, сгоревшая в 1584 году, была перестроена — курфюрст Максимилиан I принял значительное участие в финансировании работ и подарил храму новый главный алтарь. После начала Реформации, в период правления Иоганнеса Геринга (1623—1645) и Кристиана Шойхенштуля (1645—1686), в монашеской общине произошли значительные внутренние реформы. Во время Тридцатилетней войны монастырь был трижды разграблен шведскими войсками: в 1632, 1646 и 1648 годах; несмотря на это, обитель в XVII веке смогла значительно расширить свои земельные владения. Между 1668 и 1670 годами под руководством архитектора Константина Бадера из Мюнхена была произведена перестройка и реконструкция монастырской церкви. По случаю 600-летия празднования, около 1730 года, Иоганн Баптист Циммерманн дополнил фрески в церкви, а ризница и главный корпус были оформлены в стиле раннего рококо.
Монастырь был распущен в 1803 году в ходе секуляризации в Баварии: при этом до 1807 года каноники продолжали проживать в бывших монастырских зданиях, которые уже стали частной собственностью; монастырская церковь позже стала приходской. В 1920-х годах здание бывшего монастыря служило домом для престарелых. В 1996 году здания были переданы Фонду католической церкви: с 1997 года монастырские постройки принадлежат местной католической приходской церкви. Во время ремонтных работ во внутренних помещениях, проводившихся в 2002 году, были обнаружены останки основателя монастыря — 9 февраля 2003 года они были перезахоронены в приходской церкви. Завершение двенадцатилетних ремонтных работ было торжественно отмечено 20 ноября 2005 года; в 2019 году в зданиях монастыря, помимо прочего, размещались детский сад и помещение для собраний общины — таким образом они часто использовались для проведения мероприятий и выставок.